# Natalie Kalmus
Natalie Kalmus, nata Dunfee (Houlton, 7 aprile 1882 – Boston, 15 novembre 1965), è stata un'imprenditrice statunitense.
Sposata dal 1902 al 1944 con Herbert Kalmus, presidente di Technicolor, ha lavorato nell'industria cinematografica dal 1933 al 1949.